# Banna'i

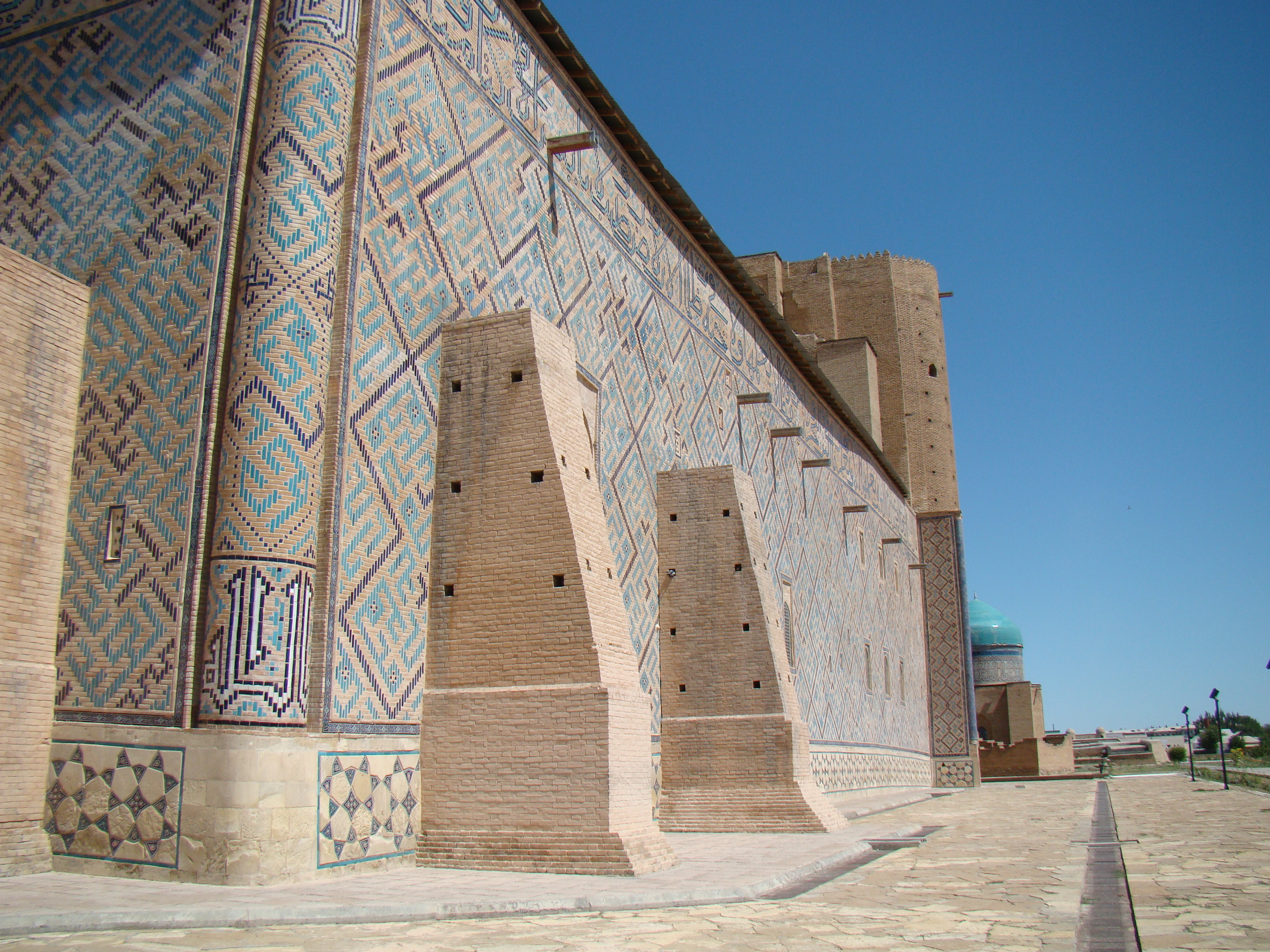
Mattoni di Banna'i nel Mausoleo di Khoja Ahmed Yasawi. I mattoni blu mostrano i nomi di Allah, Maometto e Ali nella calligrafia quadra cufica.

Nell'architettura persiana, banna'i (in persiano بنائی‎, "tecnica di costruzione") è un'arte decorativa architettonica in cui le mattonelle smaltate si alternano a mattoni semplici per creare motivi geometrici sulla superficie di un muro o per descrivere nomi sacri o frasi pie. Questa tecnica è nata in Siria e Iraq nel VIII secolo, maturata nell'era Selgiuchide e Timuride, diffusasi in Iran, Anatolia e Asia centrale.
Se il disegno in muratura è in rilievo allora è indicato come hazarbaf (in persiano هزارباف‎, composto da hazar "migliaia" e baf "tessiture", riferendosi all'aspetto a tessitura dei mattoni).
L'hazarbaf è certamente il primo livello di elaborazione dello stile, dapprima sorto attraverso l'uso di una decorazione monocroma in mattoni a rilievo. L'alternanza di pieni e vuoti ne determinava le peculiarità decorative. Il passaggio successivo è avvenuto con l'avvento dei tasselli in ceramica smaltata con cui molte moschee o mausolei di epoca successiva sono stati decorati consentendo meravigliosi giochi decorativi con motivi geometrici o con scritte cufiche.

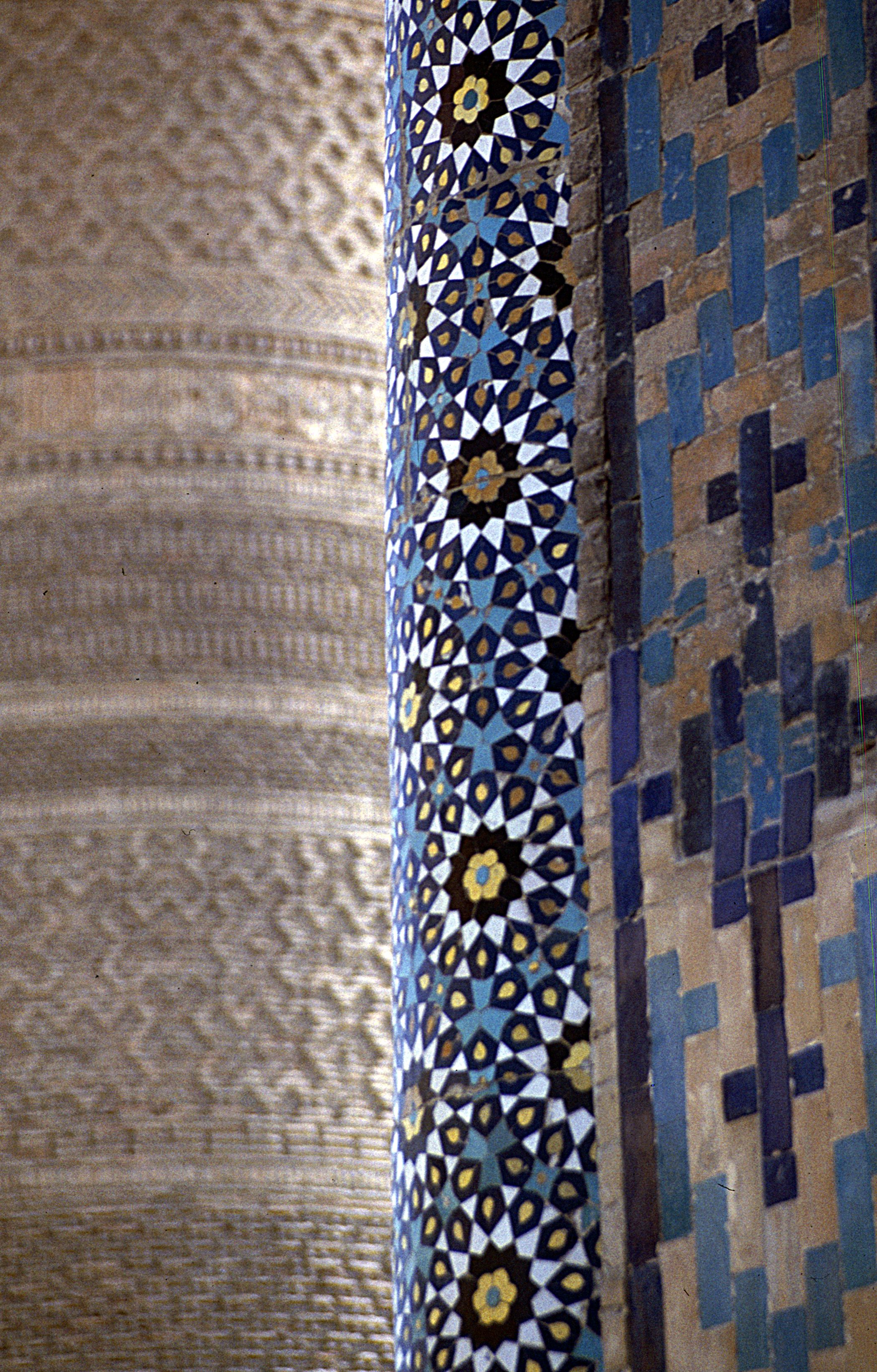
Un raffronto tra intreccio hazarbaf (sullo sfondo), decorazione a piastrelle zellige e banna'i.

## Galleria d'immagini

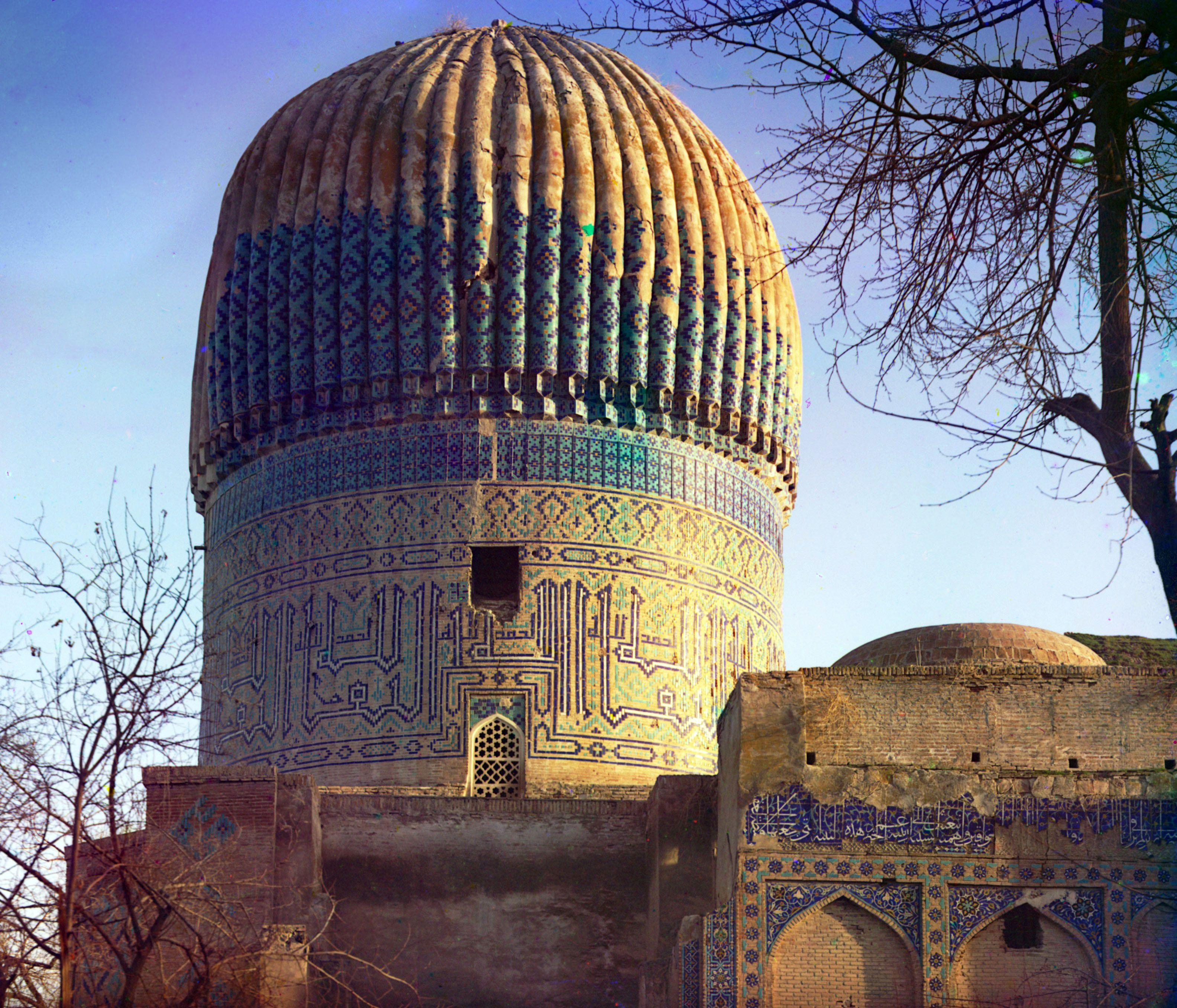
Mausoleo di Tamerlano a Samarcanda.
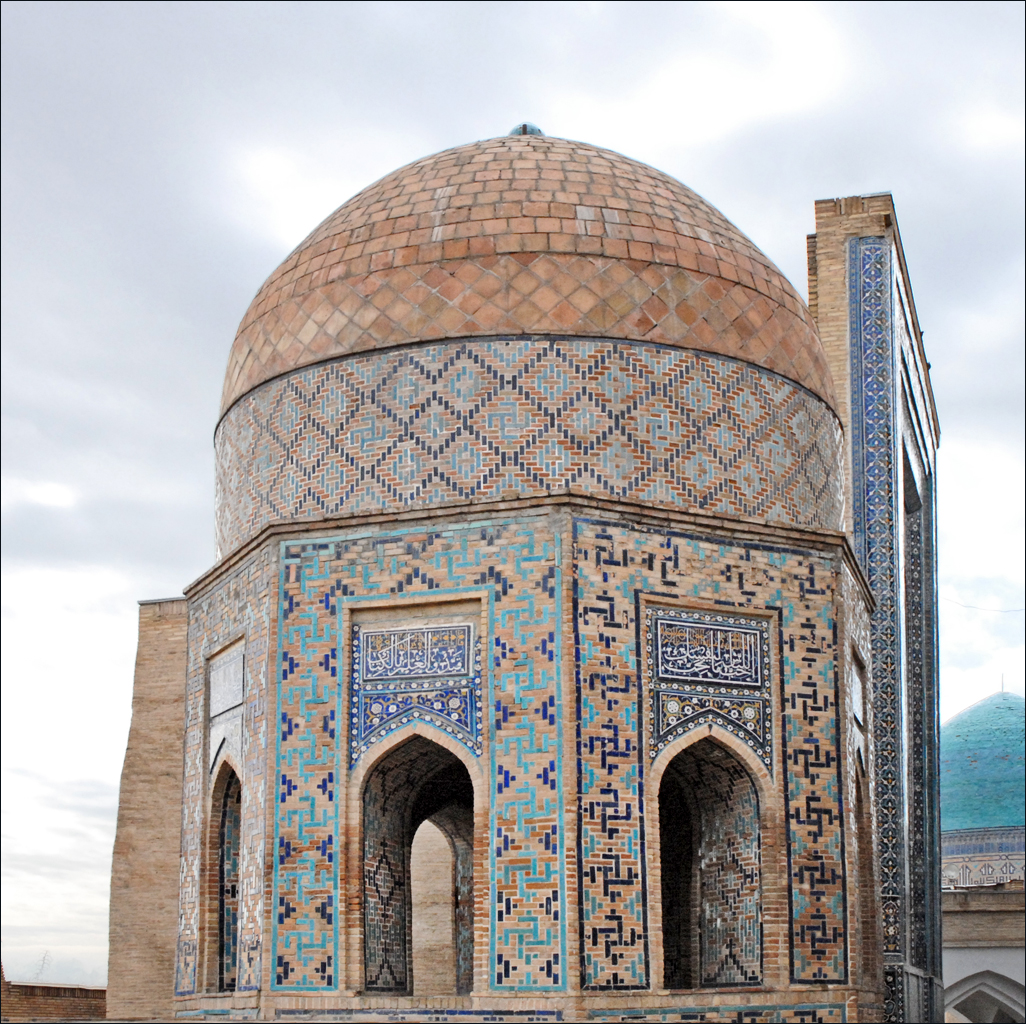
Il mausoleo ottagonale presso lo Shah-i Zinda a Samarcanda.
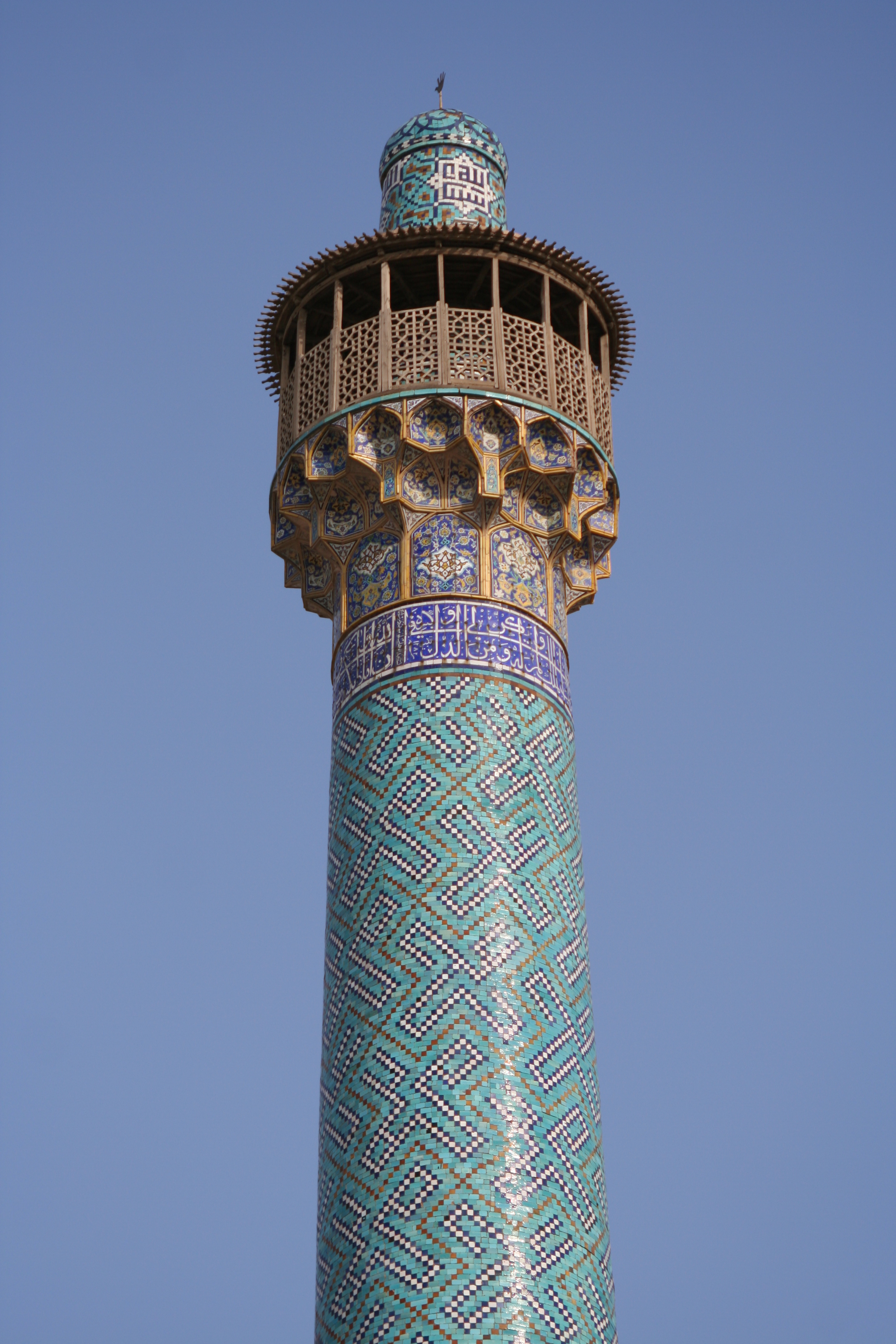
Iscrizioni cufiche in stile banna'i di un minareto di Isfahan.